# مونت بروسبكت (إلينوي)
مونت بروسبكت (بالإنجليزية: Mount Prospect, Illinois)‏ هي قرية تقع في الولايات المتحدة في إلينوي. يقدر عدد سكانها بـ 54,167 نسمة .

## التركيبة السكانية
حدّد مكتب تعداد الولايات المتحدة بيانات التركيبة السكانية لمونت بروسبكت في تعداد الولايات المتحدة. في ما يلي، التركيبة السكانية حسب تعدادي 2000 و2010.

### تعداد عام 2000
بلغ عدد سكان مونت بروسبكت 56,265 نسمة بحسب تعداد عام 2000، وبلغ عدد الأسر 21,585 أسرة وعدد العائلات 15,163 عائلة مقيمة في القرية. في حين سجلت الكثافة السكانية 2,019.6 نسمة لكل كيلومتر مربع (5,230.7/ميل2). وبلغ عدد الوحدات السكنية 21,952 وحدة بمتوسط كثافة قدره 787.9 لكل كيلومتر مربع (2,040.7/ميل2).
وتوزع التركيب العرقي للقرية بنسبة 80.58% من البيض و1.82% من الأمريكيين الأفارقة و0.20% من الأمريكيين الأصليين و11.18% من الأمريكيين ذوي الأصول الآسيوية و0.05% من سكان جزر المحيط الهادئ و4.14% من الأعراق الأخرى و2.02% من عرقين مختلطين أو أكثر و11.77% من الهسبانيون أو اللاتينيون من أي عرق.
بلغ عدد الأسر 21,585 أسرة كانت نسبة 32.2% منها لديها أطفال تحت سن الثامنة عشر تعيش معهم، وبلغت نسبة الأزواج القاطنين مع بعضهم البعض 59.7% من أصل المجموع الكلي للأسر، ونسبة 7.2% من الأسر كان لديها معيلات من الإناث دون وجود شريك، بينما كانت نسبة 3.3% من الأسر لديها معيلون من الذكور دون وجود شريكة وكانت نسبة 29.8% من غير العائلات. تألفت نسبة 25.1% من أصل جميع الأسر من عدة أفراد يعيشون في نفس المنزل ونسبة 10% كانت تتألف من شخص يعيش بمفرده يبلغ من العمر 65 عاماً أو أكثر. وبلغ متوسط حجم الأسرة المعيشية 2.60، أما متوسط حجم العائلات فبلغ 3.14.
بلغ العمر الوسطي للسكان 37.2 عاماً. وكانت نسبة 23% من القاطنين تحت سن الثامنة عشر، وكانت نسبة 8.1% بين الثامنة عشر والرابعة والعشرين عاماً، ونسبة 31.2% كانت واقعةً في الفئة العمرية ما بين الخامسة والعشرين والرابعة والأربعين عاماً، ونسبة 22.7% كانت ما بين الخامسة والأربعين والرابعة والستين، ونسبة 14.8% كانت ضمن فئة الخامسة والستين عاماً فما فوق. يوجد لكل 100 أنثى 98.9 ذكر، ويوجد لكل 100 أنثى في الثامنة عشر من عمرها فما فوق 96.4 ذكر.
بلغ متوسط دخل الأسرة في القرية 64,753 دولارًا، أما متوسط دخل العائلة فبلغ 73,517 دولارًا. وكان متوسط دخل الذكور 50,470 دولارًا مقابل 35,243 دولارًا للإناث. وسجل دخل الفرد الخاص بالقرية 28,224 دولارًا. وكانت نسبة 1.9% من العائلات ونسبة 2.8% من السكان تحت خط الفقر، وكان من هؤلاء نسبة 4.1% تحت سن الثامنة عشر ونسبة 2.4% في الخامسة والستين من العمر وما فوق.

### تعداد عام 2010
بلغ عدد سكان مونت بروسبكت 54,167 نسمة بحسب تعداد عام 2010، وبلغ عدد الأسر 20,564 أسرة وعدد العائلات 14,544 عائلة مقيمة في القرية. في حين سجلت الكثافة السكانية 1,944.3 نسمة لكل كيلومتر مربع (5,035.7/ميل2). وبلغ عدد الوحدات السكنية 21,836 وحدة بمتوسط كثافة قدره 783.8 لكل كيلومتر مربع (2,030.0/ميل2).
وتوزع التركيب العرقي للقرية بنسبة 77.01% من البيض و2.37% من الأمريكيين الأفارقة و0.36% من الأمريكيين الأصليين و11.70% من الأمريكيين ذوي الأصول الآسيوية و0.03% من سكان جزر المحيط الهادئ و6.52% من الأعراق الأخرى و2% من عرقين مختلطين أو أكثر و15.52% من الهسبانيون أو اللاتينيون من أي عرق.
بلغ عدد الأسر 20,564 أسرة كانت نسبة 32.9% منها لديها أطفال تحت سن الثامنة عشر تعيش معهم، وبلغت نسبة الأزواج القاطنين مع بعضهم البعض 58.3% من أصل المجموع الكلي للأسر، ونسبة 8.6% من الأسر كان لديها معيلات من الإناث دون وجود شريك، بينما كانت نسبة 3.8% من الأسر لديها معيلون من الذكور دون وجود شريكة وكانت نسبة 29.3% من غير العائلات. تألفت نسبة 24.9% من أصل جميع الأسر من عدة أفراد يعيشون في نفس المنزل ونسبة 11.9% كانت تتألف من شخص يعيش بمفرده يبلغ من العمر 65 عاماً أو أكثر. وبلغ متوسط حجم الأسرة المعيشية 2.63، أما متوسط حجم العائلات فبلغ 3.15.
بلغ العمر الوسطي للسكان 39.7 عاماً. وكانت نسبة 22.9% من القاطنين تحت سن الثامنة عشر، وكانت نسبة 7.2% بين الثامنة عشر والرابعة والعشرين عاماً، ونسبة 27.3% كانت واقعةً في الفئة العمرية ما بين الخامسة والعشرين والرابعة والأربعين عاماً، ونسبة 26.7% كانت ما بين الخامسة والأربعين والرابعة والستين، ونسبة 15.8% كانت ضمن فئة الخامسة والستين عاماً فما فوق. وتوزع التركيب الجنسي للسكان بنسبة 49.3% ذكور و50.7% إناث.

## توأمة
لمونت بروسبكت (إلينوي) اتفاقيات توأمة مع:
- سيفر

## أعلام
- سو برايس
- مات ميرفي
- جين دالكويست
- إيان برينان
- ميكيلي دالتون
- باول فرانكلين